# Gloreugenia blackalli
Gloreugenia blackalli är en snäckart som först beskrevs av Brazier 1875.  Gloreugenia blackalli ingår i släktet Gloreugenia och familjen Camaenidae. Inga underarter finns listade i Catalogue of Life.